# Ansgariikyrkan, Hedesunda
Ansgariikyrkan är en kyrkobyggnad i Sevallbo. Den är församlingskyrka i Hedesunda församling i Uppsala stift. Kyrkan finansieras genom gåvor bland annat från syföreningens auktioner. I kyrkans församlingssal hålls vägmöten och studiecirklar etc. Utanför kyrkan finns en fristående klockstapel med kyrkklocka tillverkad av Bergholtz klockgjuteri. Kyrkklockan invigdes 1992.

## Kyrkobyggnaden
Kyrkan uppfördes efter ritningar av arkitekt Natanael Karlsson och invigdes år 1927 av ärkebiskop Nathan Söderblom. Kyrkobyggnaden uppfördes av ortsbefolkningen, enligt traditionen beroende på att man tröttnat på att ro kyrkbåtarna från Bälgsnäs eller Hällarna till Hedesunda kyrka. I kyrkan finns målningar av 1700-talskonstnären Hans Wikström.